# 아래갑상동맥
아래갑상동맥(inferior thyroid artery), 또는 하갑상선동맥(下甲狀腺動脈)은 목에 있는 동맥이다. 아래갑상동맥은 갑상목동맥에서 갈라져 나와 척추동맥과 긴목근 앞에서 위쪽으로 주행한다. 그 다음 목혈관신경집과 그 내용물 뒤에서 안쪽으로, 또는 교감신경줄기의 중간목신경절 뒤쪽으로 돌아서 주행한다.
갑상샘의 아래쪽 경계에 도달하면 갑상샘의 아래뒤쪽 부분에 혈액을 공급하는 두 개의 가지로 나뉘며, 위갑상동맥, 반대편의 아래갑상동맥과 문합한다.

## 구조
아래갑상동맥의 가지에는 아래후두동맥(inferior laryngeal artery), 기관가지(tracheal braches), 식도가지(esophageal branches), 오름목동맥, 인두동맥이다.
아래후두동맥은 아래인두수축근을 덮고 있는 기관을 타고 후두 뒤쪽으로 올라간다. 올라가는 중에는 되돌이후두신경을 동반하며 이 부위의 근육과 점막에 혈액을 공급하고, 반대쪽의 아래갑상동맥에서 나온 가지나 위갑상동맥의 위후두가지(superior laryngeal branch)와 문합한다.
아래갑상동맥의 기관가지는 기관에 분포하고 기관지 아래에서 기관지동맥과 문합한다.
아래갑상동맥의 식도가지는 식도에 혈액을 공급하고 대동맥의 식도가지와 문합한다.
오름목동맥은 아래갑상동맥이 목혈관신경집 뒤를 지나갈 때 아래갑상동맥에서 갈라져 나오는 작은 가지이다. 이 동맥은 긴머리근과 앞목갈비근 사이의 공간에 있는 목뼈 가로돌기의 앞결절을 따라서 올라간다. 이렇게 주행하던 중 목의 근육들에 동맥가지를 내고 척추동맥의 가지와 문합한다. 하나 또는 두 개의 척수 가지는 척주관으로 보내져 척추사이구멍을 통과해 척수와 그 막, 척추뼈 몸통에 분포한다. 그런 다음 바깥목동맥의 가지인 오름인두동맥과 뒤통수동맥(occipital artery)이 이 동맥가지와 문합한다.
아래갑상동맥의 인두가지는 인두에 혈액을 공급한다.
아래갑상동맥의 샘가지는 갑상샘에 혈액을 직접 공급하는 작은 동맥가지들이다.

## 임상적 중요성
되돌이후두신경과 아래갑상동맥 사이의 위치 관계에는 변이가 많다. 되돌이후두신경은 일반적으로 아래갑상동맥의 뒤쪽에 놓인 채로 위쪽으로 주행하지만 때때로 앞쪽으로 통과하기도 한다. 이런 위치상의 변이는 갑상선 아래쪽 끝을 절제할 때와 같이 아래갑상동맥을 결찰해야(묶어야) 하는 수술 중 되돌이후두신경이 손상되기 쉽게 만든다. 또한 부갑상샘은 주로 아래갑상동맥에 의해 혈액이 공급되기 때문에, 갑상샘절제술 시 우발적인 아래갑상동맥 결찰이 발생하면 부갑상선 기능 저하증의 원인이 될 수 있다.
아래갑상동맥에 염료를 주입하는 것은 되돌이후두신경의 위치를 식별하는 대안으로 사용할 수 있다.

## 추가 이미지

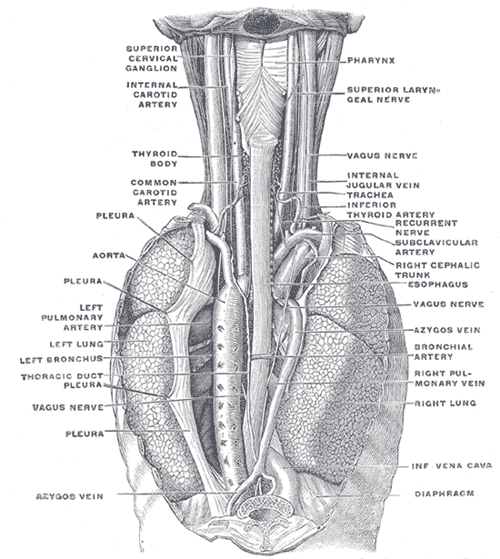
목 부분과 뒤세로칸에서 식도의 위치와 관계. 뒤에서 본 그림.

## 참고 문헌
이 문서는 현재 퍼블릭 도메인에 속하는 그레이 해부학 제20판(1918) page 581의 내용을 기초로 작성된 글이 포함되어 있습니다.
1. ↑  Yalçin B (February 2006). “Anatomic configurations of the recurrent laryngeal nerve and inferior thyroid artery”. 《Surgery》 139 (2): 181–7. doi:10.1016/j.surg.2005.06.035. PMID 16455326.
2. ↑  “The identification of recurrent laryngeal nerve by injection of blue dye into the inferior thyroid artery in elusive locations”. 《Journal of Thyroid Research》 2013: 539274. 2013. doi:10.1155/2013/539274. PMC 3563180. PMID 23401846.